# World Tower
World Tower je mrakodrap v australském Sydney. Postaven byl podle návrhu, který vypracovala firma Nation Fender Katsalidis. Má 73 podlaží a výšku 230 m, je tak 4. nejvyšším mrakodrapem ve městě. Výstavba probíhala v letech 2001 až 2004. V budově se nachází byty, které obsluhuje celkem 15 výtahů. Tyto výtahy byly po dokončení budovy nejrychlejšími v zemi, pohybovaly se rychlostí 9 metrů za sekundu.